# Aleksandr Bariátinski

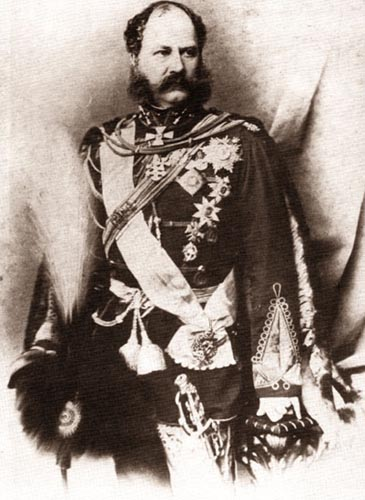
Alksandr Bariátinski, alrededor de 1877.

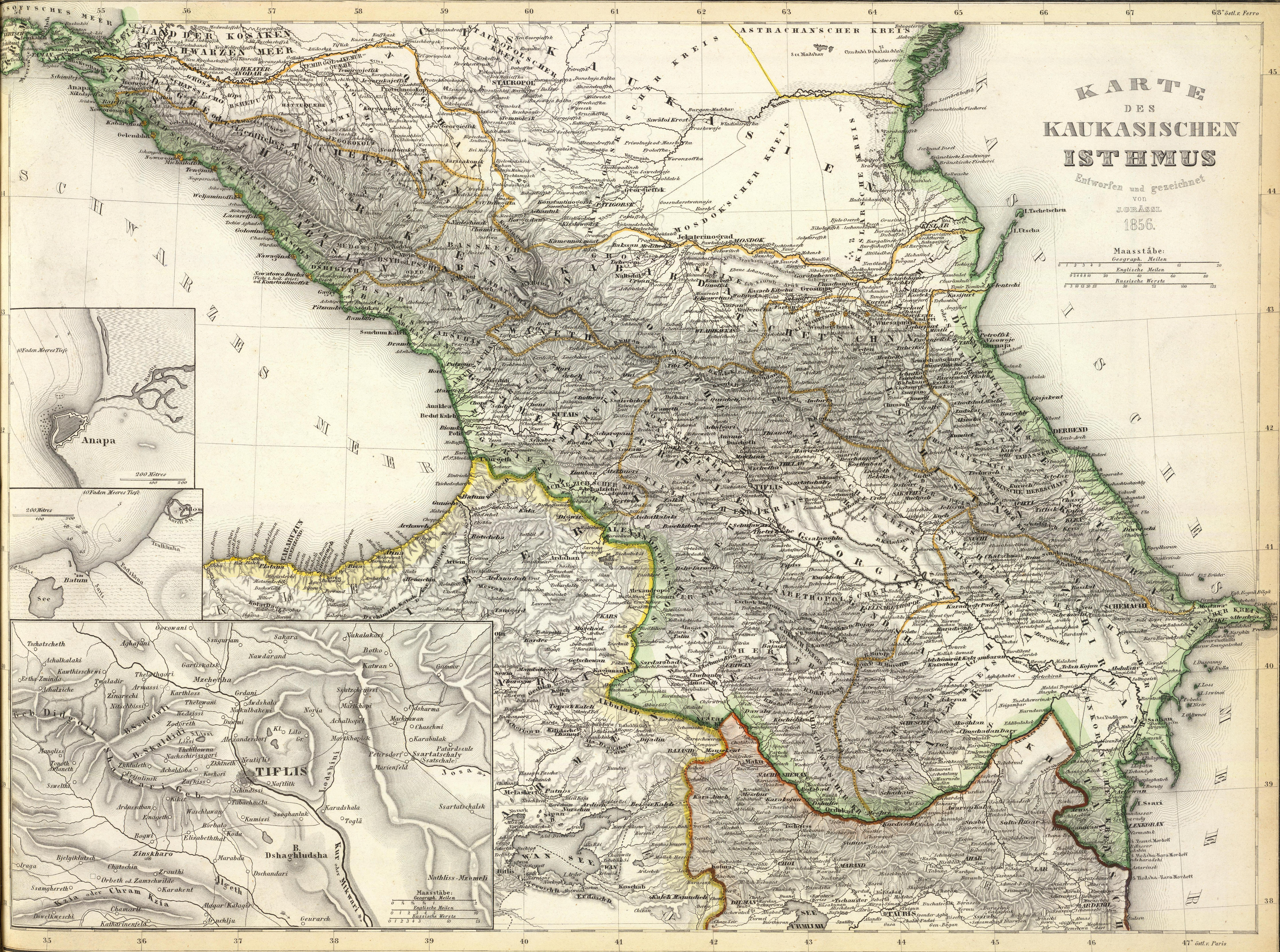
Mapa de Cáucaso, de J. Grassl, 1856.

El príncipe Aleksandr Ivánovich Bariátinski (en ruso: Александр Иванович Барятинский; 14 de mayo de 1814 - 9 de marzo de 1879) fue un general y mariscal de campo (desde 1859) del Imperio ruso, gobernador del Cáucaso.

## Biografía
Era descendiente del linaje de Rúrik que había gobernado el Principado de Chernígov. Bariátinski entró en la escuela de alférez de la Guardia a los diecisiete años, consiguiendo el 8 de noviembre de 1833 el grado de corneta en la Guardia Lieib del futuro zar Alejandro II. En 1835, sirvió con gran audacia en el Cáucaso, por lo que a su regreso a San Petersburgo fue recompensado con una espada de oro por su valor. El 1 de enero de 1836 fue agregado al servicio de Alejandro, y en 1845 fue nuevamente enviado al Cáucaso, donde se distinguiría una vez más, especialmente en el ataque a la fortaleza de Shamil en Vedeno, por lo que recibió la orden de San Jorge. En 1846, asistió al mariscal Iván Paskévich en la supresión de la revuelta de Cracovia. 
De 1848 a 1856 tuvo un papel principal en los acontecimientos militares del Cáucaso, siendo sus mayores éxitos la victoria en Mezeninsk en 1850 y sus operaciones en Chechenia contra Shamil. Sus tácticas militares energéticas y sistemáticas inauguraron una nueva era en la guerra de montaña. El 6 de enero de 1853, fue nombrado general adjunto y el 5 de julio del mismo año jefe de Estado Mayor en el contexto de la guerra de Crimea. El  5 de agosto de 1854, bajo órdenes del general Bébutov tomó parte brillantemente en la batalla de Kurekdere. Acompañó a Alejandro II en su visita a Crimea en la que se convenció de la necesidad de la paz. El 1 de enero de 1856, fue nombrado comandante en jefe del ejército del Cáucaso, y subsiguientemente, gobernador del Cáucaso. Como administrador, tuvo una muy buena reputación. A los tres años de su nombramiento, la totalidad del Cáucaso oriental estaba subyugado y Shamil había sido capturado en la fortaleza en las montañas de Gunib. Bariátinski también conquistó los territorios de muchas de las tribus del Cáucaso occidental entre el río Bolshaya Laba y el Bélaya.
A principios de la década de 1860, su salud se deterioró severamente, de tal modo que el 6 de diciembre de 1862 fue relevado de su cargo a petición suya. En 1872 y 1873 participó en la comisión para reorganizar el ejército y el servicio militar obligatorio. Tras cuarenta y ocho años de servicio activo, pasó sus últimos días en Ginebra.